# Koffi Agbényéga Voule-Frititi
 (juin 2023).
Koffi Agbényéga Voule-Frititi, né 10 juillet 1934 à Kayès et mort le 8 août 2015, est un homme politique togolais membre du Rassemblement du peuple togolais. Il est également connu sous le nom de Fritz Marcel Voule.

## Biographie

### Jeunesse et études
Koffi Agbényéga Voule-Frititi naît dans la préfecture de Danyi dans une famille ewe. 
Il est titulaire de deux diplômes d'études approfondies (DEA) de l'université Paris-Sorbonne, en sciences économiques et sociales et en sociologie politique. Ses études à l'école pratique des hautes études prennent fin en 1966 avec un mémoire intitulé La fonction publique au Togo. Origine. Évolution. Perspectives. dirigée par Georges Langrod.

### Carrière
De 1966 à 1978, Voule-Frititi est directeur de l'Institut national de recherche scientifique (INARES) avant de devenir, de 1977 à 1982, ministre de la Culture, de la Jeunesse et des Sports. Pour sa mise en avant du sport dans le pays, il reçoit le prix du comité international olympique (2013). À partir de 1977, et pour quatre ans, il est conseiller auprès de Gnassingbé Eyadema mais est finalement limogé car jugé « inefficace ». Il exerce par la suite en tant que conseiller technique au ministère de l'Éducation nationale et de la Recherche scientifique de 1982 à 1985. A ce poste, il participe à la mise en place de l'université du Bénin (actuelle université de Lomé).
Il est élu à l'Assemblée nationale lors des élections législatives de mars 1999 en tant que candidat pour le Rassemblement du peuple togolais (RPT) dans la deuxième circonscription de la préfecture de Danyi, avec 76, 46% des voix. Il est réélu durant les élections législatives d'octobre 2002 dans la même circonscription électorale, puis à nouveau durant celles d'octobre 2007. Il est alors le député le plus âgé, ce qui lui vaut donc de présider la première réunion de la nouvelle législature le 13 novembre 2007. Il est assisté par ses deux plus jeunes confrères, Mawulikplim Moïse Sodahlon et Kwami Manti,. Il est membre de la Commission du développement socioculturel de l'Assemblée.
Voule-Frititi rejoint le Comité central du RPT de la préfecture de Danyi lors du neuvième congrès ordinaire du parti en décembre 2006. Il est également membre du RPT College of Sages.

## Ouvrages
- Les origines de l'administration publique togolaise, Lomé, Institut national de recherche scientifique, 1969, 26 p.

## Distinctions
- Grand officier de l'ordre du Mono (2005)[14]